# حد تشاندراشيكار

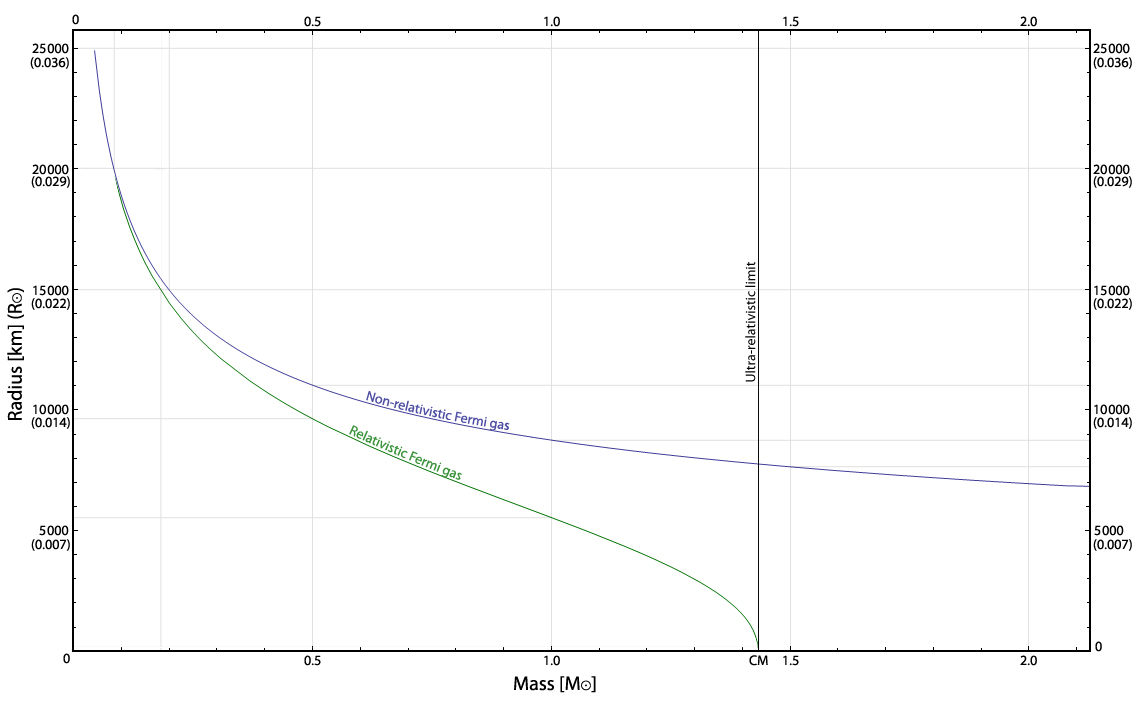
علاقات نصف القطر- الكتلة لنموذج القزم الأبيض، المنحنى الأخضر يستخدم قانون الضغط العام لغاز فيرمي المثالي، في حين أن المنحنى الأزرق لغاز فيرمي المثالي غير النسبوي، الخط الأسود يمثل الحد فوق النسبوي Ultrarelativistic limit

حدّ تشاندراشيكار (بالإنجليزية: Chandrasekhar limit)‏ نسبة إلى الفيزيائي الأمريكي هندي الأصل سوبرامانيان تشاندراشيكار الذي حاز على جائزة نوبل عام 1983. تعريف هذا الحد الفيزيائي هو: أكبر كتلة غير دوارة يمكن لضغط الانفطار للإلكترونات فيها أن يمنع تفردها الجذبوي.
هذا الحد يقدر بأنه 1.44 كتلة شمسية. وتختلف القيم الحسابية لهذا الحد بناء على التكوين النووي للكتلة والتقديرات المستخدمة قياسيا وحسابيا.
وحيث أنّ نجوم الأقزام البيضاء يدعم صمود مادتها من الانهيار التجاذبي ضغط انفطار الإلكترونات، فإن حد تشاندراشيكار يمثل الحد الأعلى لكتلة القزم الأبيض. فإذا زادت كتلة النجم عنه زادت قوة الجاذبية وبالتالي يشتد تجاذب جزيئاتها مما يؤدي بها إلى الانهيار (التجاذبي). وطبقا لنموذج تطور نجم من نجوم النسق الأساسي فإن أي نجم تزيد كتلته عن 8 أضعاف كتلة الشمس تقريبا لا يمكنها أن تفقد قدرا كافيا من كتلتها لتشكل قزما أبيضا في نهاية حياتها، وإنما ينتهي بها الأمر إما إلى نجم نيوتروني أو ثقب أسود.

## القزم الأبيض
بعد أن يستهلك النجم جميع ما لديه من وقود الهيدروجين ويتوقف الاندماج النووي ينهار نجم مثل الشمس على نفسه تحت تأثير الجاذبية ويتحول مركزها إلى قزما أبيضا، وتتسم جميع الأجرام بتلك الخاصية إذا كانت كتلتها أقل من حد تشاندراشيكار، ففي هذه الحالة لا يكفي ضغط مادة النجم لتكوين قزم أبيض مستقر، وبحسب كمية الكتلة فينشأ عن ذلك التقلص إما نجم نيوتروني (إذا كانت كتلة النجم المتقلصة في حدود نحو 3.5 كتلة شمسية) أو ثقب أسود (إذا كانت كتلة النجم المتقلص أكبر من 3.8 كتلة شمسية بالتقريب).
وتعتبر مادة القزم الأبيض غازاً إلكترونياً منفطرا، ويحتاج حساب حد تشاندراشيكار له إلى معاملته على أنه احصاء فيرمي ديراك
حيث أن الإلكترونات عبارة عن فرميونات، ومع إهمال مؤثرات النظرية النسبية العامة حيث تظهر تلك المؤثرات في حالات زيادة الانصغاط النجمي (التقلص الشديد وارتفاع الكثافة الشديد).
فنحصل على صيغة الحد الأقصى للكتلة:
{\displaystyle M_{krit}=1.45727\left({\frac {2}{\eta }}\right)^{2}M_{\odot }}
حيث:
{\displaystyle \eta =A/Z} يعطي عدد النوكليونات في المتوسط التي تنتسب إلى 1 إلكترون باعتبار أن القزم الأبيض متعادل كهربائياً، ومادة النجم تتكون من ذرات بها
{\displaystyle A} من النوكليونات و {\displaystyle Z} من البروتونات.
{\displaystyle M_{\odot }} تساوي كتلة شمسية.

## أمثلة
تتكون الأقزام البيضاء أساسيا من نظير الكربون {\displaystyle {}_{6}^{12}C} أو الأكسجين
{\displaystyle {}_{8}^{16}O} وبالتالي يكون:
{\displaystyle \eta =12/6=16/8=2}.
ومها نحصل على حد الكتلة الحرجة المذكورة ومقدارها
1,457 كتلة شمسية.
ومثال على ذلك نجده في الشعرى اليمانية ب. إما بالنسبة لقزم أبيض قلبه من الحديد،
{\displaystyle {}_{26}^{56}Fe} فيكون:
{\displaystyle \eta =56/26\approx 2,154}.
وبناء على ذلك فيكون كتلته الحرجة 256و1 كتلة شمسية. أي أن حد كتلة شندراسيخار لا يصل إليها كل نجم، حيث أن نوع مادته تحدد حد كتلة تشاندراشيكار الخاصة به.

## الفيزياء
ضغط انفطار الإلكترون هو تأثير ميكانيكا الكم الناشئة عن مبدأ استبعاد باولي. نظرًا لأن الإلكترونات هي فرميونات، فلا يوجد إلكترونان في نفس الحالة، لذلك لا يمكن أن تكون جميع الإلكترونات في مستوى الطاقة الأدنى. بدلاً من ذلك، يجب أن تحتل الإلكترونات نطاقًا من مستويات الطاقة. يؤدي ضغط غاز الإلكترون إلى زيادة عدد الإلكترونات في حجم معين ويزيد الحد الأقصى لمستوى الطاقة في النطاق المشغول. لذلك، تزيد طاقة الإلكترونات عند الانضغاط ولهذا يجب تعريض غاز الإلكترون للضغط لكي يُضغط، مما ينتج عنه ضغط انفطار الإلكترون. مع الضغط الكافي، تُجبر الإلكترونات للدخول في النواة أثناء عملية التقاط الإلكترون، مما يخفف الضغط.
في الحالة غير النسبوية، يؤدي ضغط انفطار الإلكترون إلى معادلة الحالة P = K1ρ5/3، حيث P يرمز إلى الضغط، وρ إلى الكثافة، وK1 ثابت. يؤدي حل المعادلة الهيدروستاتيكية إلى تكوّن قزم أبيض بوليتروبي النسبة -3/2، له نصف قدر يتناسب عكسيًا مع الجذر التكعيبي لكتلته، ويتناسب حجمه عكسيًا مع كتلته.
مع زيادة كتلة القزم الأبيض، فإن الطاقات القياسية التي عندها يجبر ضغط الانفطارالإلكترونات لم تعد مهملة بالنسبة إلى كتلها الباقية. تقترب سرعات الإلكترونات من سرعة الضوء، ويجب مراعاة النسبية الخاصة. في الحد النسبوي، تأخذ معادلة الحالة الشكل (معادلة)، وهذا يعطي نسبة بوليتروبية 3، والتي لديها كتلة إجمالية تتوقف فقط على K2.
بالنسبة للمعاملة النسبوية بالكامل، فإن معادلة الحالة المستخدمة تستوفى من المعادلات (معادلة) للكثافة (ρ) الصغيرة، و (معادلة) للكثافة الكبيرة. عند ذلك، لا يزال نصف قطر النموذج يتناقص مع الكتلة، لكنه يصبح صفراً عند Mlimit. هذا هو حد تشاندراشيكار. تظهر في الرسم البياني منحنيات نصف القطر مقابل الكتلة غير النسبوية والنسبوية، وهي ملونة باللون الأزرق والأخضرعلى التوالي. ضُبط μe مساويًا ل 2. يُقاس نصف القطر في بمقياس نصف القطر الشمسي أو الكيلومترات، والكتلة بمقياس الكتلة الشمسية.
تختلف القيم المحسوبة للحد اعتمادًا على التركيب النووي للكتلة. يُعطي تشاندراشيكار التعبير التالي، بالاعتماد على معادلة الحالة لغاز فيرمي مثالي:
{\displaystyle M_{\rm {limit}}={\frac {\omega _{3}^{0}{\sqrt {3\pi }}}{2}}\left({\frac {\hbar c}{G}}\right)^{\frac {3}{2}}{\frac {1}{(\mu _{\text{e}}m_{\text{H}})^{2}}}}
حيث:
- ħ يرمز إلى ثابت بلانك
- c يرمز إلى الضوء
- G يرمز إلى ثابت الجاذبية
- μe هو متوسط الوزن الجزيئي لكل إلكترون، والذي يعتمد على التركيب الكيميائي للنجم.
- mH يرمز إلى كتلة ذرة الهيدروجين.
- ω0
3 ≈ 2.018236 هو ثابت متصل مع الحل لمعادلة لين إمدن.

بما أن √ħc / G هي كتلة بلانك، فإن الحد يأخذ شكل النسق
{\displaystyle {\frac {M_{\text{Pl}}^{3}}{m_{\text{H}}^{2}}}}
تتطلب القيمة الدقيقة بشكل أكبر من القيمة المحددة بواسطة هذا النموذج البسيط ضبط العوامل المختلفة، بما في ذلك التفاعلات الإلكتروستاتيكية بين الإلكترونات والنواة والتأثيرات الناجمة عن درجة الحرارة غير الصفرية. أعطى ليب وياو اشتقاقًا دقيقًا للحد من معادلة شرودنغر ذات الجسيمات المتعددة.

## التاريخ
في عام 1926، لاحظ الفيزيائي البريطاني رالف فاولر أن العلاقة بين الكثافة والطاقة ودرجة حرارة الأقزام البيضاء يمكن تفسيرها من خلال اعتبار أنها غاز من الإلكترونات غير المتفاعلة وغير النسبوية والتي تخضع لإحصاءات فيرمي ديراك. استُخدام هذا النموذج للغاز الفيرمي من قِبل الفيزيائي البريطاني إدموند كليفتون ستونر في عام 1929 لحساب العلاقة بين الكتلة ونصف القطر وكثافة الأقزام البيضاء على افتراض أنها كرات متجانسة. أجرى ويلهلم أندرسون تصحيحًا نسبويًا على هذا النموذج مما أدى إلى زيادة الحد الأقصى المسموح به من الكتلة إلى حوالي 1.37 × 1030 كجم. في عام 1930، استخلص ستونر معادلة الكثافة والطاقة الداخلية لغاز فيرمي، وكان قادرًا بعد ذلك على معالجة علاقة نصف القطر بطريقة نسبوية بالكامل مما أعطى كتلة محددة تبلغ حوالي 2.19 × 1030 كجم (μe = 2.5). واصل ستونر استنباط معادلة الضغط وكثافة الحالة، والتي نشرها في عام 1932. نُشرت أيضًا معادلات الحالة هذه من قبل الفيزيائي السوفيتي ياكوف فرينكل في عام 1928، مع بعض الملاحظات الأخرى حول فيزياء المادة المتحللة. ومع ذلك، أُهمل عمل فرنكل من قِبل المجتمع الفلكي والفيزيائي الفلكي.
بدأت سلسلة من المقالات المنشورة بين عامي 1931 و 1935 في رحلتها من الهند إلى إنجلترا في عام 1930، حيث عمل الفيزيائي الهندي سبرامنين تشاندراشيكار على حساب إحصائيات غاز فيرمي المنحل. في هذه الأوراق، حل شانراسيخار المعادلة الهيدروستاتيكية مع معادلة الحالة غير النسبوية لغاز لفيرمي، وعالج أيضًا حالة غاز فيرمي نسبوي مما أدى إلى ارتفاع قيمة الحد الموضح بالأعلى. يستعرض تشاندراشيكار هذا العمل في محاضرته لجائزة نوبل. حُسبت هذه القيمة أيضًا في عام 1932 من قِبل الفيزيائي السوفيتي ليف دافيدوفيتش لاندا، والذي -مع ذلك- لم يطبقها على الأقزام البيضاء وخلص إلى أن القوانين الكمومية قد تكون غير صالحة للنجوم الأثقل من 1.5 كتلة شمسية.
أثارت أعمال تشاندراشيكار في الحد الأقصى جدلاً بسبب معارضة عالم الفيزياء الفلكية البريطاني آرثر إدنغتون. كان إدنغتون يدرك أن وجود ثقوب سوداء كان ممكنًا من الناحية النظرية وأدرك أيضًا أن وجود الحد جعل تكوينها ممكنًا، ومع ذلك، لم يكن مستعدًا لقبول حدوث ذلك. بعد حديث تشاندراشيكار حول الحد في عام 1935، أجاب:
كان حل إدنغتون المقترح للمشكلة المتصورة هو تعديل الميكانيكا النسبوية لجعل القانون P = K1ρ53 قابل للتطبيق عالميًا، حتى بالنسبة للكثافة الكبيرة. على الرغم من أن نيلز بور وفولر وولفغانغ باولي وغيرهم من علماء الفيزياء وافقوا على تحليل تشاندراشيكار -في ذلك الوقت- بسبب وضع إدنغتون، إلا أنهم كانوا غير مستعدين لدعم تشاندراشيكار علنًا. الدراما المرتبطة بهذا الخلاف هي واحدة من الموضوعات الرئيسية لإمبراطورية النجوم، وسيرة آرثر آي ميلر لتشاندراشيكار. في رأي ميلر: «إن اكتشاف تشاندرا ربما يكون قد أحدث تطورات سريعة في كل من الفيزياء والفيزياء الفلكية في تسعينيات القرن العشرين. وبدلاً من ذلك، قدم تدخل إدينغتون الثقيل دعمًا كبيرًا لعلماء الفيزياء الفلكية في المجتمع المحافظ الذين رفضوا بثبات حتى التفكير في فكرة أن النجوم قد تنهار إلى لا شيء. نتيجة لذلك، كان عمل تشاندرا منسيًا تقريبًا.»

## تطبيقات
يُحافظ على لُب النجم من الانهيار بواسطة الحرارة الناتجة عن دمج نوى العناصر الأخف إلى العناصر الأثقل. في المراحل المختلفة من تطور النجوم، يُستفاد من النوى المطلوبة لهذه العملية وينهار اللب، مما يجعلها أكثر كثافة وأكثر سخونة. تنشأ حالة حرجة عندما يتراكم الحديد في اللُب حيث أن نوى الحديد غير قادرة على توليد المزيد من الطاقة من خلال الاندماج، وإذا أصبح اللب كثيفًا بدرجة كافية فإن ضغط انفطار الإلكترون يلعب دورًا مهمًا في تثبيته ضد الانهيار الجاذبية.
إذا لم يكن النجم المتسلسل الرئيسي ضخمًا جدًا (أقل من 8 كتل شمسية تقريبًا)، فإنه في نهاية المطاف يلقي كتلة كافية لتشكيل قزم أبيض له كتلة أقل من حد تشاندراشيكار الذي يتكون من النواة السابقة للنجم. بالنسبة للنجوم الأكثر ضخامة، لا يمنع ضغط انفطار الإلكترون اللب الحديدي من الانهيار إلى كثافة كبيرة للغاية، مما يؤدي إلى تكوين نجم نيوتروني أو ثقب أسود أو نجم كوارك بشكل تخميني. (بالنسبة للنجوم الضخمة للغاية ذات المعدنية المنخفضة، من الممكن أيضًا أن تدمر عدم الاستقرار النجم تمامًا.)
أثناء الانهيار، تتشكل النيوترونات من خلال التقاط البروتونات للإلكترونات في عملية التقاط الإلكترون، مما يؤدي إلى انبعاث النيوترونات. إن انخفاض الطاقة الكامنة الجاذبية للب المنهار يطلق كمية كبيرة من الطاقة في حدود 1046 جول. معظم هذه الطاقة تنقلها النيوتريونات المنبعثة، ويعتقد أن هذه العملية مسؤولة عن المستعرات الأعظمية من الأنواع Ib و Ic و II.
المستعرات العظمى من النوع Ia تستمد طاقتها من الانصهار الجامح للنواة داخل قزم أبيض. قد يصيب هذا المصير الأقزام البيضاء الكربونية - الأكسجينية التي تتراكم من نجم عملاق مصاحب مما يؤدي إلى كتلة متزايدة بانتظام. مع اقتراب كتلة القزم الأبيض من حد تشاندراشيكار، تزداد كثافته المركزية، وتزداد درجة حرارته أيضًا نتيجة لحرارة الانضغاط. يؤدي هذا في النهاية إلى إشعال تفاعلات الاندماج النووي، مما يؤدي إلى تفجير فوري للكربون، فيتمزق النجم ويسبب المستعرات الأعظمية. مؤشر قوي على موثوقية صيغة شانراسيخار هو أن الأقدار المطلقة لنجوم المستعرات العظمى من النوع Ia كلها متماثلة تقريباً، حيث تبلغ MV حوالي -19.3 عند أقصى لمعان، مع انحراف معياري لا يزيد عن 0.3.

## مستعر أعظم 2003fg
في أبريل 2003، لاحظت سوبرنوفا ليجاسي سيرفاي وجود مستعر أعظم من النوع Ia يُسمى م أ 2003 إف جي، في مجرة تبعد حوالي 4 مليارات سنة ضوئية. وفقًا لمجموعة من علماء الفلك بجامعة تورنتو وأماكن أخرى، فإن أفضل تفسير لملاحظة هذه المستعرات الفائقة من خلال افتراض أنها نشأت من قزم أبيض نما إلى ضعف كتلة الشمس قبل الانفجار. إنهم يعتقدون أن النجم الذي أطلق عليه عالم الفلك بجامعة أوكلاهوما ديفيد ر. برانش «سوبرنوفا شامبانيا» (أو المستعر الأعظم شامبانيا)، كان يدور بسرعة كبيرة لدرجة أن ميل الطرد المركزي سمح له بتجاوز الحد الأقصى. بدلاً من ذلك، قد يكون المستعر الأعظم ناتجًا عن اندماج اثنين من الأقزام البيضاء بحيث انتُهك الحد للحظات فقط. ومع ذلك، فإنهم يشيرون إلى أن هذه الملاحظة تشكل تحديًا لاستخدام المستعرات العظمى من النوع Ia كوحدات قياسية. منذ مراقبة سوبرنوفا شامبانيا في عام 2003، لوحظ وجود مستعرات أعظم من النوع Ia والتي يعتقد أنها نشأت من الأقزام البيضاء التي تجاوزت كتلتها حد تشاندراشيكار. وتشمل هذه SN 2006gz و SN 2007if و SN 2009dc. يُعتقد أن الأقزام البيضاء ذات كتلة شانراسيخار الفائقة والتي أدت إلى ظهور هذه المستعرات العظمى لديها كتل تصل إلى 2.4 إلى 2.8 كتلة شمسية.

## حد تولمان - أوبنهايمر - فولكوف
بعد انفجار المستعر الأعظم، قد يُترك نجم نيوتروني خلفه. هذه الأجسام أكثر إحكاما من الأقزام البيضاء كما أنها مدعومة جزئيًا بضغط الانفطار. إن النجم النيوتروني ضخم ومضغوط لدرجة أن الإلكترونات والبروتونات اجتمعت لتشكيل النيوترونات، وبالتالي فإن النجم مدعوم بضغط انفطار النيوترونات (وكذلك تفاعلات النيوترون قصيرة المدى بوساطة القوة القوية) بدلًا من ضغط انفطار الإلكترون. تُعرف القيمة الحدية لكتلة النجم النيوتروني -التي تشبه حد تشاندراشيكار- بحد كتلة توف.

## اقرأ أيضا
- ثقب أسود نجمي
- ثقب أسود 1655-40
- قائمة أكبر النجوم كتلة
- نصف قطر شفارتزشيلد
- تفرد جذبوي